# Creophilus maxillosus
Espèce
Creophilus maxillosus, le Staphylin nécrophage ou Staphylin noir et cendré, est une espèce d'insectes prédateurs de l'ordre des coléoptères et de la famille des staphylinidés.

## Description
Le corps de l'adulte est long d'environ 20 mm ; la tête et le pronotum sont noirs et glabres : les élytres courts et l'abdomen portent des poils noirs et gris.

## Biologie
Les adultes visibles de mai à octobre vivent parmi des déchets divers (végétaux pourrissants, excréments, cadavres...) et se nourrissent d'autres insectes en utilisant leurs mandibules acérées. 